# Matmatah
Matmatah es una banda francesa de rock muy popular en la India, región en la que tocaron en vivo, particularmente en Bombay, Pondicherry y Madrás. La banda fue creada en 1995 y se disolvió en 2008, pero el 23 de septiembre de 2016 la banda anunció una reunión para una nueva gira y lanzó un nuevo álbum, titulado Plates Coutures, el 3 de marzo de 2017.

## Miembros
- Tristán Nihouarn (Stan) - voz, guitarra, harmónica, laúd, piano y flauta.
- Eric Digaire (Eric) - bajo, voz, guitarra y piano.
- Benoit Fournier (Scholl) - batería y percusión (desde 2002).
- Julien Carton - piano y voz (desde 2017, únicamente para los conciertos).
- Cédric Floc'h (Sammy) - guitarra líder y voz (1995-2008).
- Jean-François Paillard (Fañch) - batería y percusión (1996-2001).
- Emmanuel Baroux (Manu) - guitarra líder y voz (2016-2021).

## Historia
En 1992, Stan, que aún era un estudiante de matemáticas en Brest (Bretaña, en Francia), y Sammy, un estudiante de ingeniería también en Brest, crearon el dúo musical llamado Tricards Twins. Tocaron en algunos cafés en Bretaña, retomando canciones de artistas de los sesenta y setenta como los Beatles, Neil Young y Simon y Garfunkel. Durante uno de estos conciertos encontraron al bajista Eric y al baterista Fanch. Juntos crearon la banda Matmatah, nombre cuya raíz proviene de un pueblo de Túnez, Matmata, en el que Stan había vivido durante su infancia. Se hicieron muy populares, actuando en conciertos con bandas ya conocidas. Sacaron su primer álbum en 1996: Les Moutons (los carneros). De este primer álbum se vendieron 30 000 copias el primer año (800 000 en total). El primer álbum de estidio, La Ouache, salió al año siguiente, y dio a conocer la banda en todo el mundo; se vendieron 300 000 copias en seis meses.
Dos años y medio de conciertos en muchas ciudades les hicieron todavía más populares, aunque la banda fue criticada por inducir a usar narcóticos. Después de esta gira sacaron un nuevo álbum, titulado Rebelote (requetigual), un intento de explorar sus orígenes célticos. Sin embargo, este nuevo álbum fue menos popular que el primero. En 2001 sacaron Lust for a Live, un álbum en vivo. Después de haber cambiado de baterista, volvieron a sus conciertos, esta vez con fines humanitarios.
El tercer álbum, Archie Kramer, que salió en 2004, fue muy popular. A finales del año 2004 volvieron a realizar una serie de conciertos, incluyendo algunos en Asia. En 2007 sacaron su último álbum, La Cerise (La cereza). En diciembre de 2007 anunciaron que iban a separarse por razones artísticas.

## Discografía
Álbumes
- La Ouache (1998)
- Rebelote (2001)
- Archie Kramer (2004)
- La Cerise (2007)
- Plates Coutures (2017)

Vivo
- Concert Matmatah (1999)
- Lust for a Live (2002)
- You're here, now what? (2018)

EP
- Mille Soleils (2005)
- ...And Time Goes Friendly (2006)
- Bande à Part (2008)